# Veigar Páll Gunnarsson
Veigar Páll Gunnarsson (født 21. marts 1980 i Reykjavík, Island) er en islandsk tidligere fodboldspiller (kantspiller). 
Gunnarsson tilbragte størstedelen af sin karriere i henholdsvis hjemlandet og i Norge. Han vandt to islandske mesterskaber med KR Reykjavík og et norsk mesterskab med Stabæk i Norge. Han tilbragte også en kort periode i Frankrig hos Nancy.
Eiríksson spillede 32 kampe og scorede fem mål for det islandske landshold, som han debuterede for i en venskabskamp mod Chile i januar 2001.

## Titler
Islandsk mesterskab
- 2002 og 2003 med KR Reykjavík
- 2014 med Stjarnan

Norsk mesterskab
- 2008 med Stabæk